# 奧爾貝亞斯卡鄉
44°08′N 25°19′E / 44.133°N 25.317°E
奧爾貝亞斯卡鄉（羅馬尼亞語：Comuna Orbeasca, Teleorman），是羅馬尼亞的鄉份，位於該國南部，由特列奧爾曼縣負責管轄，面積110平方公里，海拔高度63米，2007年人口8,029，人口密度每平方公里73人。